# KRS
KRS is een historisch motorfietsmerk.
De bedrijfsnaam was: Motorradbau Karl Sanktjohanser, Regensburg.
Dit was een kleine Duitse firma die 148- en 198cc-Paqué-kopklepmotoren en de 293cc-Bosch-Douglas-boxermotor inbouwde. De productie begon in 1925, maar werd al in 1927 beëindigd.